# Ce qu’il faut dire

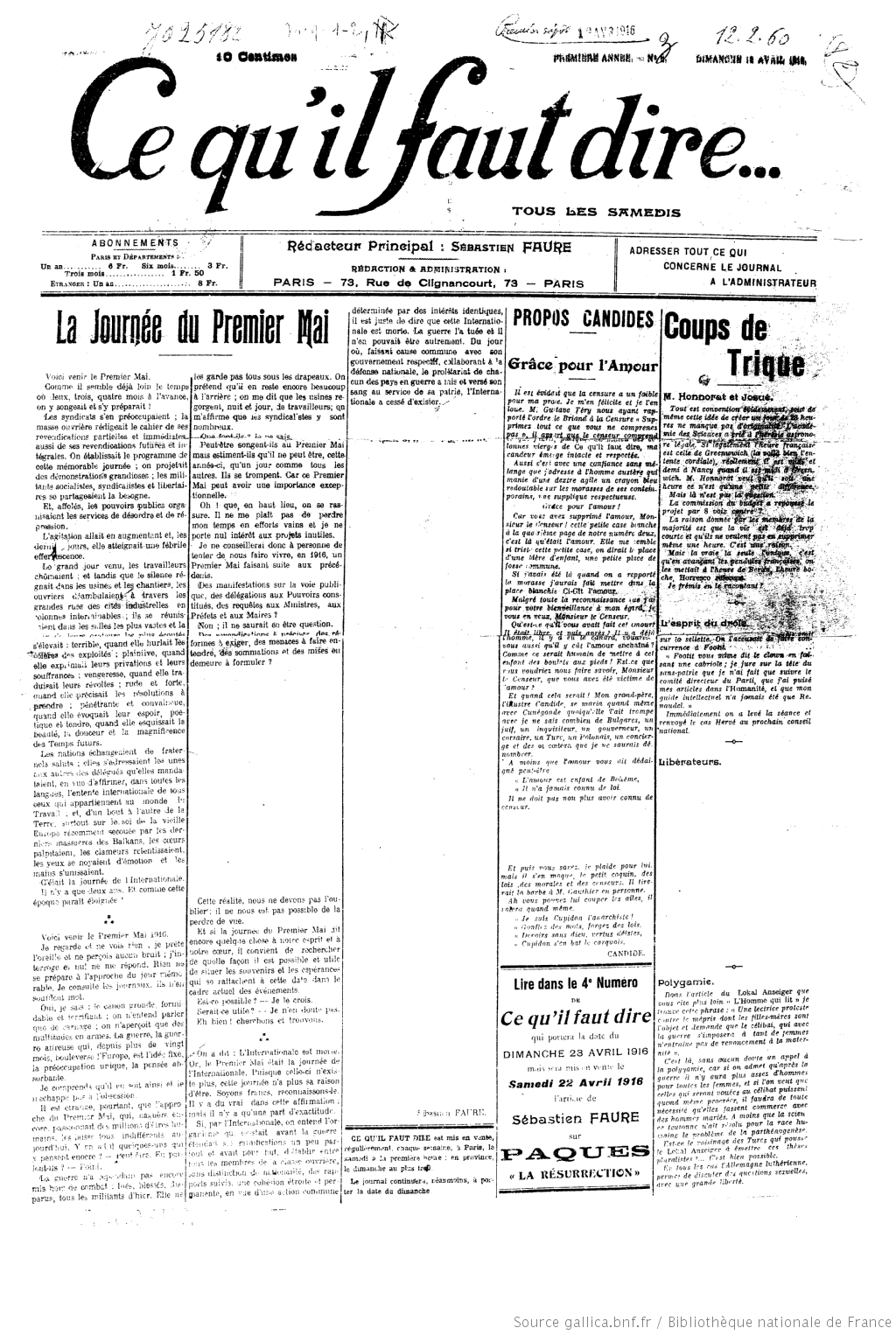
Ce qu’il faut dire mit zensierter Seite

Ce qu’il faut dire (deutsch Was man sagen muss) war eine antimilitaristische, pazifistische und libertäre Zeitung, die in Frankreich während des Ersten Weltkriegs erschien.

## Geschichte
Das Ziel der Publikation war es, sich gegen den Ersten Weltkrieg und die Anarchisten zu stellen, die sich der Union sacrée angeschlossen und das Manifest der Sechzehn unterzeichnet hatten. Das in der ersten Ausgabe vom 16. April 1916 enthaltene Gegenmanifest wurde zensiert und durfte nicht veröffentlicht werden. Die folgenden Ausgaben wurden trotz der Zensur bis Dezember 1917 in der französischen Armee verbreitet.
Die Zeitung wurde von dem Anarchisten Mauricius Vandamme finanziert. Chefredakteur war Sébastien Faure. Daneben gehörten Jean Biso, Charles-Auguste Bontemps, Benoît Broutchoux, André Claudot, Octave Jahn, Madeleine Vernet, Éliacin Vézian und Marcel Voisin zu den Autoren.
Die Zeitung war nicht spezifisch anarchistisch und einige Sozialisten, prominente revolutionäre Syndikalisten, arbeiteten an ihr mit. Sie wurde im Dezember 1917 eingestellt.
Dem Historiker Jean Maitron zufolge illustrieren einige Zahlen den Erfolg der Zeitung:

« Quelques chiffres illustrent le succès du journal celui du tirage qui atteint 12000 exemplaires au lancement, 20000 en novembre, celui des abonnements 1000 en mai, 3000 en décembre. Mais surtout, des groupes d'amis se constituèrent, nombreux et actifs. Dès le 21 mai 1916, le mois donc qui suivit la parution du premier numéro, une sortie réunissait dans les bois de Saint-Cloud une trentaine de lecteurs de C.Q.F.D. auxquels Mauricius fit une causerie. On dénombrait une cinquantaine de groupes en 1917, dont une vingtaine à Paris […] et une trentaine groupés autour des capitales provinciales Lyon, Marseille, Toulouse, Rochefort-Saintes, Nantes-Angers-Trélazé »

„Die folgenden Zahlen verdeutlichen den Erfolg der Zeitung: die Auflage stand zu Beginn bei 12.000 Exemplaren, im November 20.000, die der Abonnements 1000 im Mai, 3000 im Dezember. Vor allem aber bildeten sich zahlreiche und aktive Gruppen von Freunden. Bereits am 21. Mai 1916, also einen Monat nach Erscheinen der ersten Ausgabe, trafen sich etwa 30 Leser des C.Q.F.D. in den Wäldern von Saint-Cloud zu einem Ausflug, bei dem Mauricius einen Vortrag hielt. Im Jahr 1917 gab es etwa 50 Gruppen, davon etwa 20 in Paris […] und etwa 30 um die  Provinzhauptstädte Lyon, Marseille, Toulouse, Rochefort-Saintes, Nantes-Angers-Trélazé herum.“

## Weitere Zeitungen mit diesem Namen
Seit 2003 besteht in Frankreich eine Zeitung mit dem Titel „CQFD“ (Ce qu'il faut dire, détruire, développer; Was man sagen, zerstören, entwickeln muss) die sich selbst als „Monatszeitschrift für Sozialkritik und Experimente“ bezeichnet. Die Abkürzung bezieht sich aber auch auf den mathematischen Ausdruck Quod erat demonstrandum, der im französischen mit „ce qu’il fallait démontrer“ bezeichnet wird.
Von 1934 bis 1936 gab Marcel Dieu (genannt Hem Day) ein gleichnamiges Blatt in Brüssel heraus; Louis Louvet und Charles-Auguste Bontemps versuchten sie 1944/45 wiederzubeleben.